# Expedición Antártica Sueca

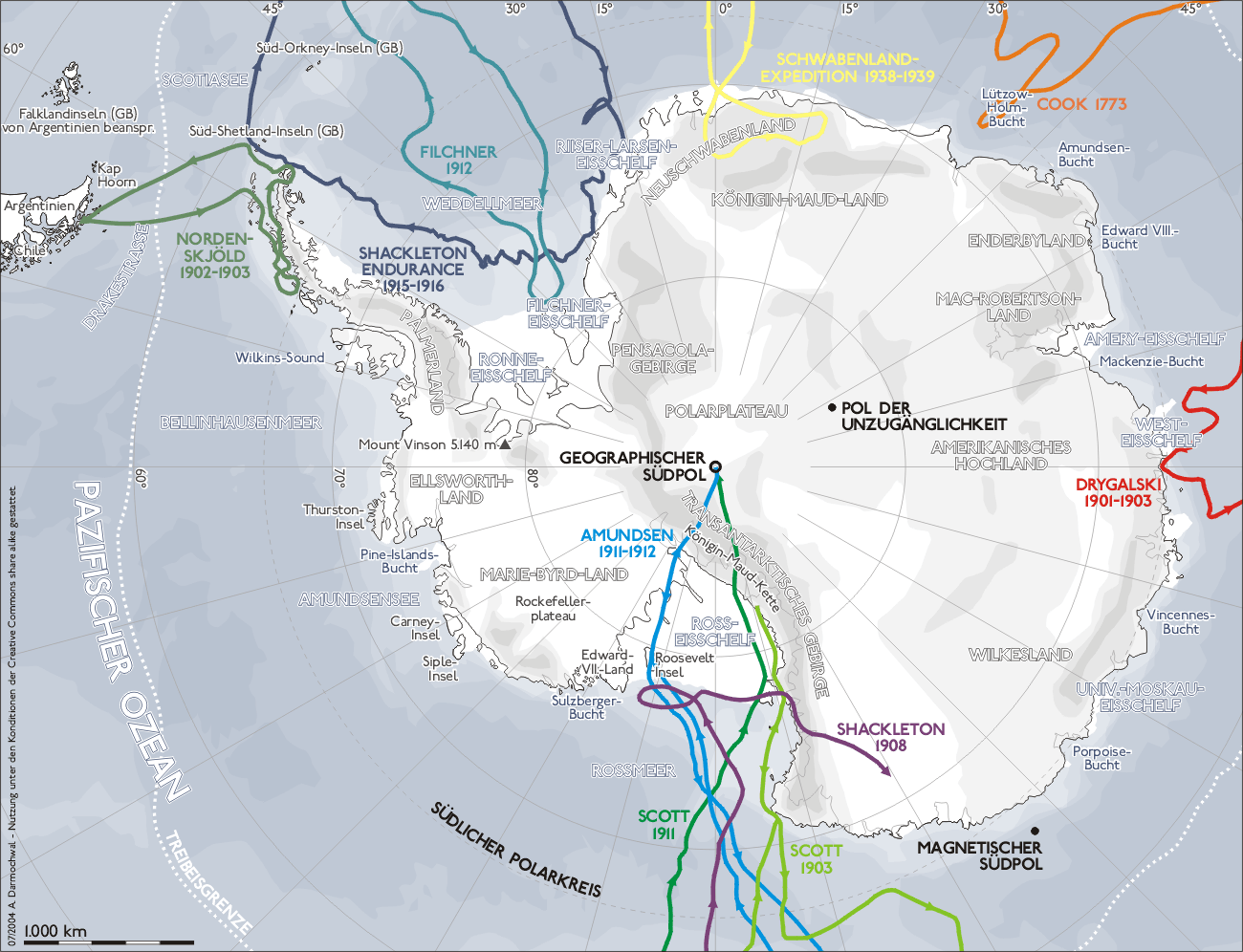
Ruta de la expedición.

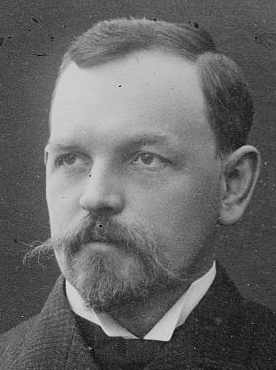
Otto Nordenskjöld.

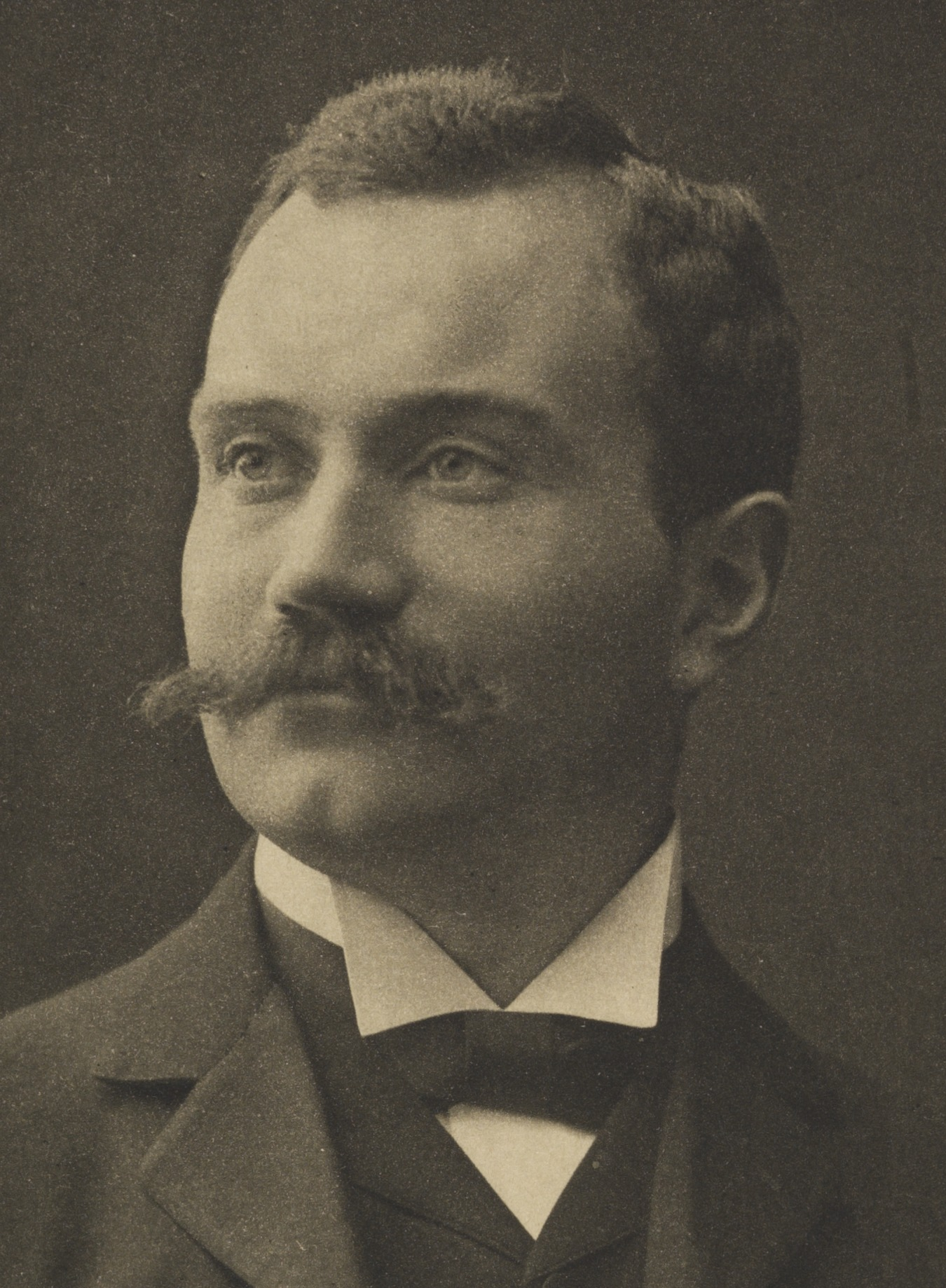
Johan Gunnar Andersson.

La Expedición Antártica Sueca (1901-1904) fue dirigida por el geólogo sueco Otto Nordenskjöld. Fue una de las primeras expediciones científicas a la Antártida, entonces un continente completamente inexplorado. Carl Anton Larsen fue el capitán del barco de la expedición, el Antarctic, un velero provisto con un motor auxiliar de vapor que partió del puerto de Gotemburgo el 16 de octubre de 1901.

## Preparativos
La expedición de Nordenskjöld a la Antártida surgió luego de que los congresos internacionales de geografía realizados en Londres (1895) y Berlín (1899) recomendaran expedicionar a la Antártida para recabar información geográfica, preparándose varias expediciones en varios países europeos. Nordenskjöld realizó los preparativos en Gotemburgo.
Nordenskjöld era un geólogo reconocido en Suecia y ejercía su actividad como profesor titular en la Universidad de Upsala, donde desarrollaba su labor de investigación. Su idea era viajar a la Antártida en un buque apto para cruzar el pasaje de Drake y navegar en las peligrosas aguas del mar de Weddell. Allí establecería lo que él llamaba una estación invernal: una pequeña cabaña de madera que funcionaría como base de operaciones para la realización de investigaciones científicas durante el invierno austral de 1902. Mientras Larsen y otros investigadores debían explorar el mar de Weddell. Luego el Antarctic recogería a Nordenskjöld y regresarían a Suecia en la primavera de 1903 para procesar la información recolectada durante su estadía.
Carl Anton Larsen fue nombrado capitán de la expedición. Larsen era un marinero noruego con experiencia que ya había hecho varios viajes en la zona. Su tripulación se componía de Ole Jonassen y un equipo de 15 hombres, todos noruegos.
Los científicos fueron reclutados entre las facultades de ciencias naturales de la Universidad de Uppsala:
- Johan Gunnar Andersson, arqueólogo, paleontólogo y geólogo.
- Karl Andersson, zoólogo.
- Gösta Bodman, químico, mineralogista y meteorólogo, fue responsable de las observaciones meteorológicas y magnéticas.
- Samuel A. Duse, cartógrafo.
- Erik Ekelöf, médico y bacteriólogo.
- Axel Ohlin, zoólogo.
- Carl Skottsberg, botánico.

## Viaje a la Antártida

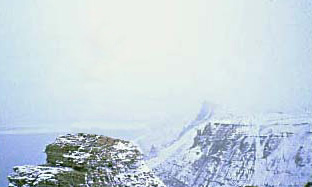
Isla Snow Hill, Antártida.

De camino hacia la Antártida Nordenskjöld llegó a Buenos Aires el 15 de diciembre de 1901, donde el Gobierno argentino le proporcionó suministros, combustible y otros tipos de ayuda con la condición de que incluyese en el grupo que iba a invernar al oficial de la Armada Argentina José María Sobral, de 21 años. Sobral y el artista estadounidense Frank Wilbert Stokes se unieron a la expedición y pasaron dos años con Nordenskjöld en la isla Cerro Nevado, convirtiéndose así Sobral en el primer argentino que invernó en la Antártida. La presencia de este militar también fue un factor que probablemente influyó en el Gobierno de Argentina para organizar el rescate de la expedición sueca en 1903 con la corbeta ARA Uruguay, que logró rescatar a todos los miembros del grupo de Nordenskjöld y a los náufragos del Antarctic. Sobral debía llevar a cabo una serie de estudios científicos, mientras que Stokes era un dibujante que realizó pinturas al óleo y una serie de dibujos durante el viaje.
La expedición zarpó del puerto de Buenos Aires el 21 de diciembre de 1901 haciendo escala en Puerto Argentino de las islas Malvinas el 31 de diciembre de 1901, antes de llegar a las islas Shetland del Sur el 11 de enero de 1902. Luego de explorar algunas islas Nordenskjöld se dirigió a explorar el estrecho Orleans que se suponía que separaba la Tierra de Luis Felipe (península Trinidad) de la península Antártica, descubriendo que estaban unidas y no existía el estrecho Orleans. Pasaron a través del estrecho Antarctic (llamado así por el barco) y el 15 de enero descubrieron la bahía Esperanza, siguiendo viaje a la isla Paulet y el mar de Weddell. Esta expedición descubrió también que las islas Vega, Cerro Nevado y James Ross no eran parte de la península Trinidad como James Clark Ross pensó en su expedición de 1842.
Luego desembarcaron y acamparon en la isla Seymour (o Marambio) en busca de fósiles, isla que Larsen ya había visitado en 1892. Exploraron luego la costa desconocida en dirección sur hasta los 60 ° 10 'S y 45 ° 7' O antes de regresar hacia el norte el 1 de febrero. El 9 de febrero se dirigieron a la isla Cerro Nevado.

## En Cerro Nevado

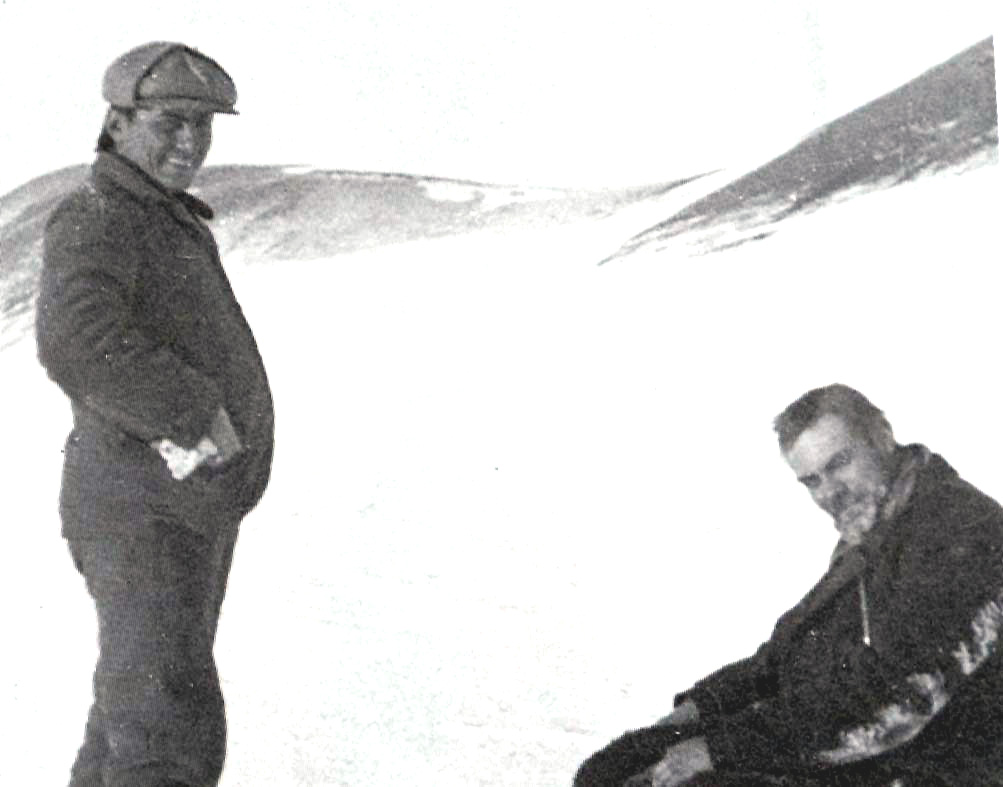
Otto Nordenskjöld (a la derecha) con José María Sobral en la isla Cerro Nevado.

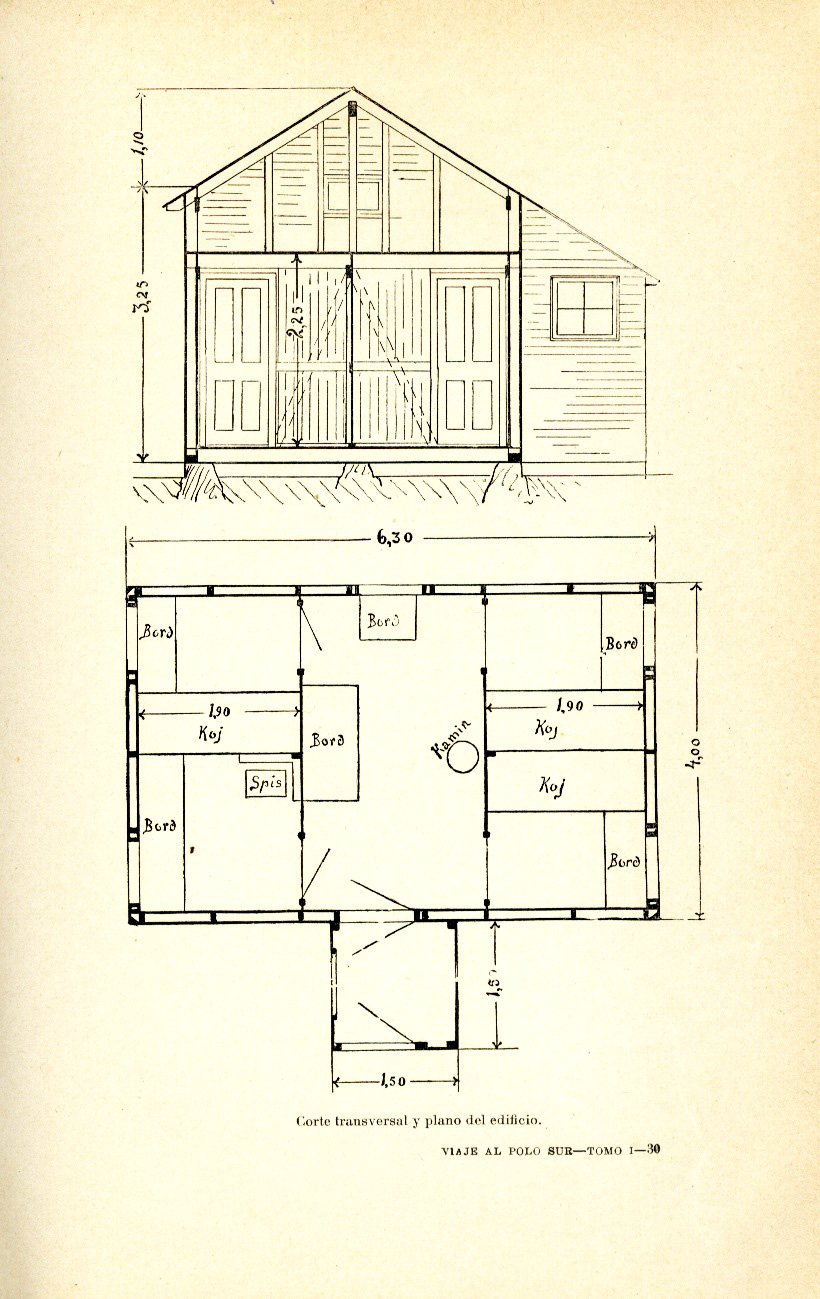
Plano de la cabaña de la isla Cerro Nevado.

El 14 de febrero de 1902 desembarcaron en la isla Cerro Nevado (64° 27′ S, 57° 12′ O), mientras el Antarctic, partió a explorar las islas alrededor de Georgia del Sur escapando a los hielos para regresar en el verano de 1902-1903. En las islas Georgias del Sur Larsen eligió un sitio para una futura estación de la caza de ballenas y el lugar fue nombrado Grytviken por Andersson. Luego llegaron a las Malvinas el 28 de febrero de 1902, en donde el pintor Stokes abandonó la expedición.
En Cerro Nevado habían de pasar el invierno Nordenskjöld, el meteorólogo Gösta Bodman, el marinero Gustav Akerlund, y Sobral. Realizaron trabajos meteorológicos, magnéticos, astronómicos, hidrográficos, biológicos y geológicos, así como expediciones sobre el hielo del mar a las islas vecinas y a la zona próxima de la península Antártica, región luego conocida como Costa Nordenskjöld, y que se extiende al suroeste de la isla, llegando hasta las proximidades del círculo polar antártico caminando más de 600 km.
En la isla se montó en la costa noreste una cabaña prefabricada de madera, cubierta exteriormente con chapas de cartón embreado. Constaba de cuatro pequeñas habitaciones, tres para servir de dormitorio a dos personas cada una, otra para la cocina y un espacio intermedio para ser utilizado como comedor y gabinete de trabajo. Tenía un altillo para guardar víveres y utensilios. Disponía de doble puerta que dejaban entre ellas espacio para un diminuto vestíbulo. Sus dimensiones eran de 6,5 m de largo por 4 m de ancho. La cabaña dio muy buen resultado, haciendo confortable los dos inviernos que en ella pasaron los cuatro expedicionarios. Nordenskjöld aconsejó después que si se volvía a emplear una cabaña de esta clase en próximas expediciones, sería aún más eficiente si era provista de doble pared, rellenando el espacio entre ambas paredes con aserrín. También aconsejaba que el suelo del altillo debería estar cubierto con una lona impermeable, pues a ellos les goteó continuamente sobre sus habitaciones la compota almacenada allí, que se había desparramado al reventar por el frío los envases de vidrio que la contenían. Adyacente a la cabaña fue construida una instalación para observaciones magnéticas y varias casillas para los instrumentos meteorológicos.
La República Argentina tomó posesión de la cabaña el 8 de enero de 1954, rebautizándola como Refugio Suecia. Desde el 26 de julio de 1965 es Monumento Histórico Nacional. Ha sido restaurada por el Instituto Antártico Argentino y está protegida por el Tratado Antártico, que la designó Sitio y Monumento Histórico N° 38. Está habilitada como museo y contiene objetos originales de la expedición.

## Hundimiento delAntarctic

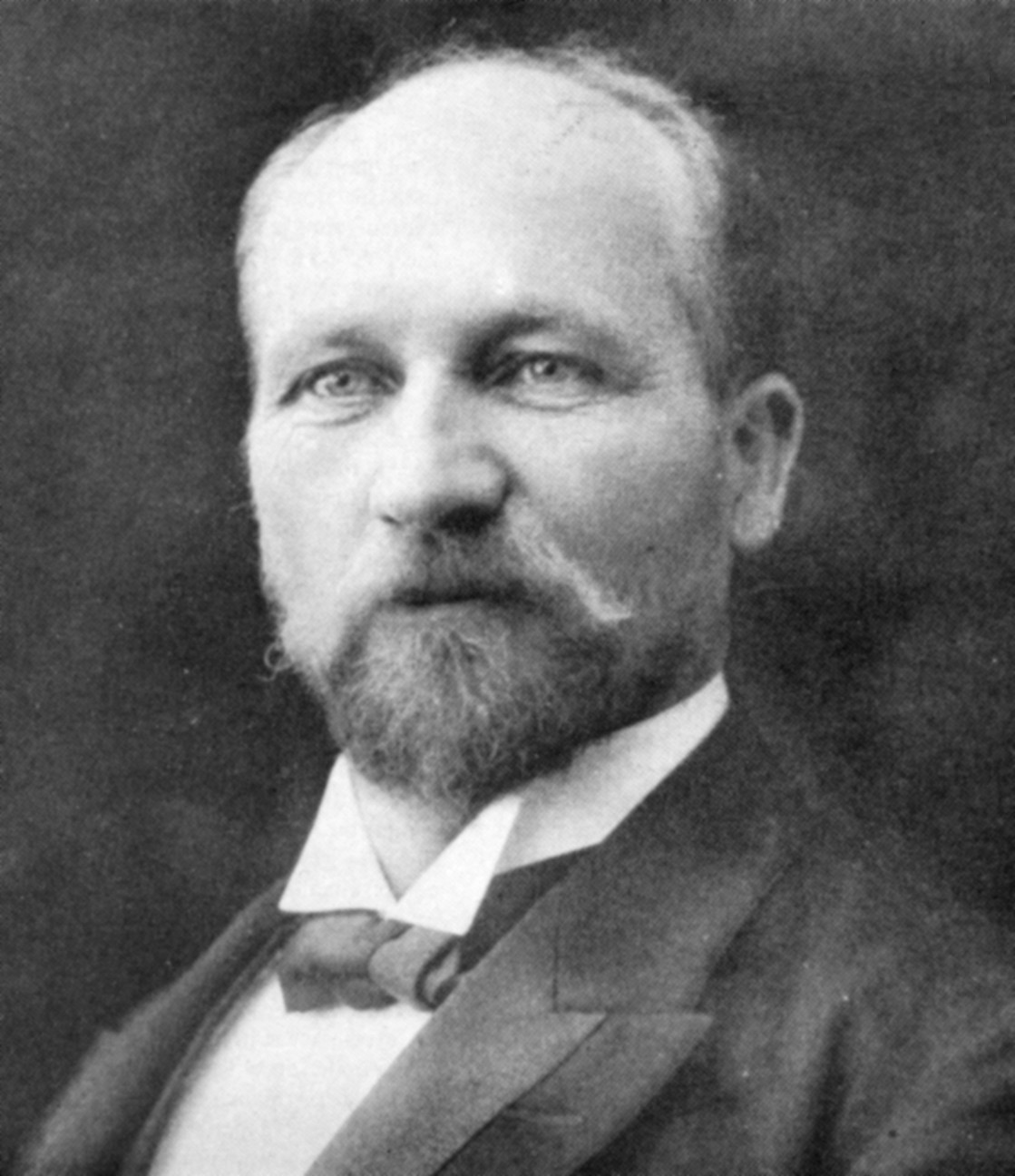
Carl Anton Larsen, capitán del Antarctic.

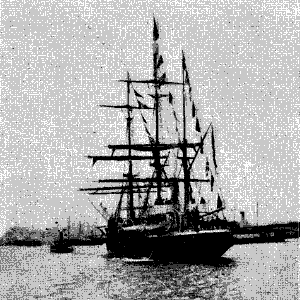
El Antarctic en Gotemburgo, 1901.

El Antarctic zarpó de las Malvinas el 5 de noviembre de 1902 a la búsqueda del grupo de Nordenskjöld, dirigiéndose a Ushuaia, en donde envió mensajes al Gobierno de Argentina y a las autoridades suecas sobre las rutas y campamentos planificados. Larsen había dejado las instrucciones necesarias para una operación de rescate que debería organizarse si en abril de 1903 no hubieran regresado.
Al llegar diciembre el buque Antarctic que debía recogerlos no pudo llegar a la isla debido al abundante hielo que ese año se había formado a lo largo de la península Antártica, por lo que los expedicionarios de Cerro Nevado tuvieron que pasar otro invierno en la cabaña. No estuvieron privados de víveres ya que al desembarcar habían sido provistos con abundancia. El Antarctic se encontraba a tres días de navegación de la isla pero cuantas búsquedas de paso entre los hielos realizaron fueron infructuosas.
Del barco, al comprobarse que no podía abrirse camino a través del hielo, desembarcaron tres personas en la bahía Esperanza: J. Gunnar Andersson, S. A. Duse y Toralf Grunden, con provisiones para unos pocos días y dotados con un trineo. Debían caminar sobre el hielo de mar cerca de la orilla hasta la cabaña de Cerro Nevado para dar noticia de la imposibilidad del barco de pasar a recogerlos y proponer a Nordenskjöld realizar la marcha hacia el norte, al punto donde habían desembarcado, donde los del barco habían depositado abundantes provisiones para ellos, y pasarían a recogerlos. Calculaban que el viaje de ida duraría no más de cuatro días. Pero pronto encontraron que el mar estaba libre de hielo, extendiéndose el agua hasta la isla. No habiendo hielo de mar sobre el cual hasta entonces habían avanzado sin dificultad, tenían que continuar el viaje por tierra y, una vez estando a la altura de la isla, pasar a ella desde tierra firme. Abandonaron el hielo de mar y alcanzaron tierra firme pero el camino que podía llevarlos hacia el sur era muy rocoso, para el que no estaban preparados, por lo que avanzaron con gran dificultad. Apareció inesperadamente el mal tiempo del ya cercano invierno y ya ni podían avanzar hacia Cerro Nevado ni volver al punto en el que habían desembarcado. Decidieron invernar en aquel inhóspito lugar, para lo que adosado a la pared de una roca, construyeron con piedras un diminuto refugio que cubrieron con el trineo y una lona. Habían abandonado el buque con muy pocas provisiones ya que el viaje hasta la cabaña caminando sobre el hielo de mar no ofrecía dificultad y la distancia a recorrer era corta. Las pocas horas de buen tiempo que aún gozaron las aprovecharon para matar centenares de pingüinos y alguna foca, que quedaron pronto congelados, siendo el único alimento así como de grasa para cocinar que dispusieron hasta que llegó el buen tiempo y pudieron continuar el viaje, otra vez por el hielo de mar, consiguiendo finalmente alcanzar la cabaña. La cabaña de piedra construida en la bahía Esperanza, conocida como Choza de los Suecos, es administrada por la Base Esperanza de Argentina y fue declarada Monumento Histórico Nacional el 11 de agosto de 2010.
El Antarctic, tras desembarcar a las tres personas que habían de llegar caminando sobre el hielo hasta la cabaña, zarpó tratando de encontrar de nuevo un paso libre de hielo más al este de la península Antártica, que le permitiese llegar, dando un rodeo, a la isla. Sería su última travesía, el 12 de febrero, tras infructuosos intentos de salvar la nave que había quedado atrapada entre los hielos, Larsen debió dar la orden de abandonarla.

## En la isla Paulet
Los náufragos consiguieron llegar con las barcas a la isla Paulet (63° 35′ S, 55° 47′ O) en la que construyeron una cabaña con piedras (Cabaña de Isla Paulet), utilizando los botes y el velamen como cubierta. Allí es donde la tripulación del Antarctic se refugió desde febrero hasta noviembre de 1903 tras el hundimiento del barco que quedó aprisionado por el hielo a 25 km de la isla. Los veinte tripulantes del Antarctic llegaron a ella con su bote de salvamento y construyeron una robusta cabaña de piedra cuyos restos son visibles hoy en día. Dado que llevaban consigo solo unos pocos suministros del Antarctic, pudieron sobrevivir gracias a los cientos de pingüinos que consiguieron cazar y a sus huevos.
Los expedicionarios quedaron divididos en tres grupos incomunicados entre sí. Luego de varios meses, al comenzar el deshielo, Larsen intentó encontrarse con el resto de sus compañeros, el 9 de noviembre de 1903 llegó finalmente a Cerro Nevado.

## El rescate de la expedición

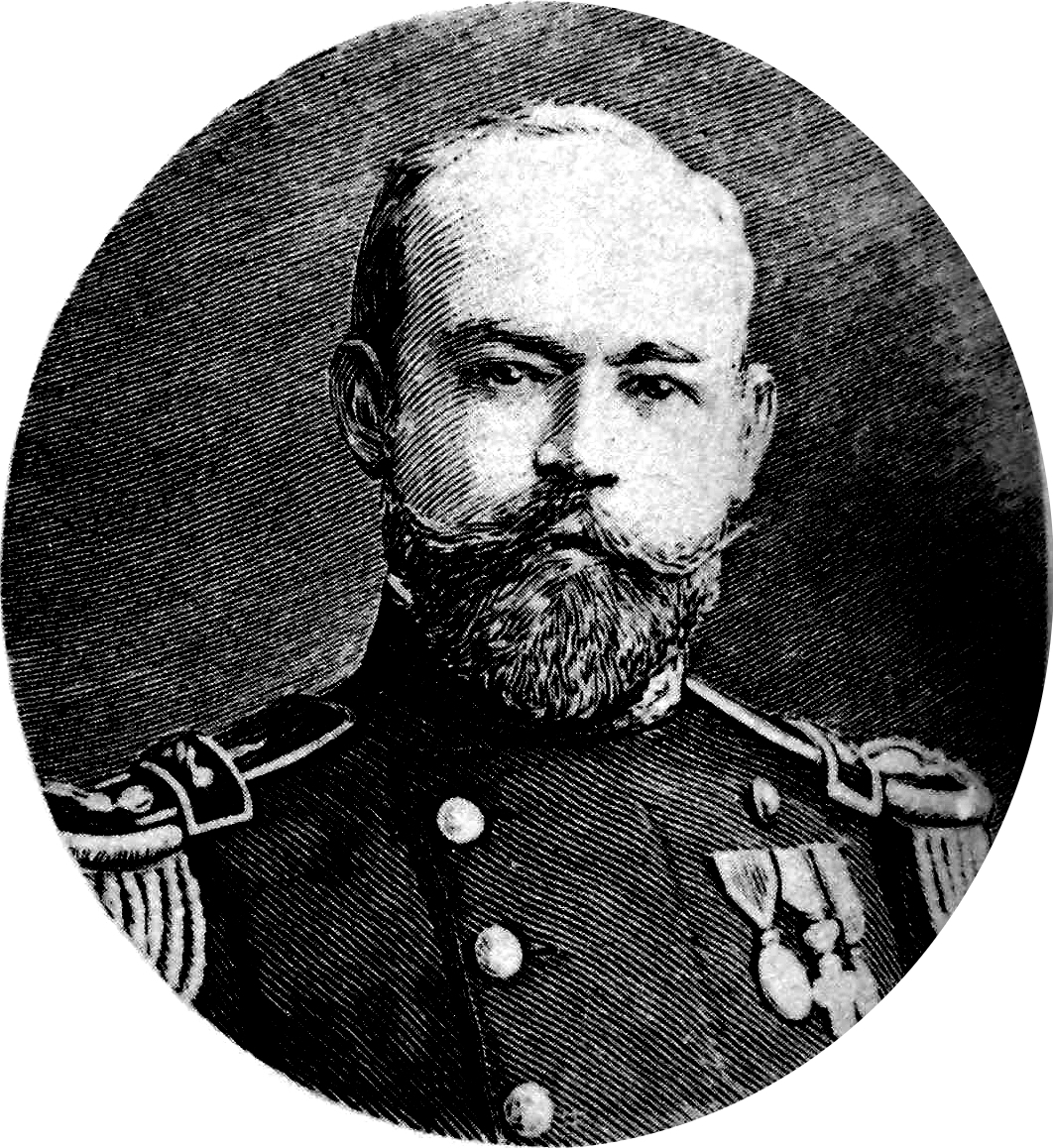
Julián Irízar.

Mientras tanto, y ante la inquietud por la desaparición, el Gobierno argentino decidió enviar en misión de rescate a la corbeta ARA Uruguay, comandada por Julián Irízar. Construida en Inglaterra en 1874, la corbeta fue reacondicionada íntegramente para poder desempeñar la tarea. Se mejoró su resistencia al hielo y se aumentó su capacidad para almacenar agua, víveres y carbón. La tripulación quedó constituida por ocho oficiales, incluyendo al comandante Irízar, y 19 subalternos. Todos fueron cuidadosamente seleccionados, ya que la travesía requería no solo de la experiencia naval sino también de resistencia a climas muy fríos y el temple necesario para aventurarse en regiones inhóspitas.
La nave zarpó desde Buenos Aires rumbo al sur el 8 de octubre de 1903; 12 días después alcanzó Ushuaia. Allí se demoró hasta el 1 de noviembre, en espera de otras dos expediciones organizadas para el rescate, enviadas por Suecia y Francia. Al no recibir ninguna información y de acuerdo con sus instrucciones, la Uruguay zarpó de Ushuaia y pocos días más tarde navegaba a corta distancia de la isla Paulet, sin saber que allí estaban los náufragos del Antarctic. La travesía a Cerro Nevado fue rápida y sin contratiempos; el 8 de noviembre se produjo el encuentro con la expedición científica, sorprendente para estos, que esperaban al Antarctic. Al día siguiente, arribaron al campamento el capitán Larsen y seis tripulantes del Antarctic. Poco después, la Uruguay ponía proa hacia la isla Paulet, recogía a los náufragos y emprendía el regreso.
En el viaje de vuelta, a partir del 12 de noviembre, la Uruguay sufrió todas las agresiones del mar que le habían sido evitadas en el viaje de ida. El viento soplaba constantemente, el 13 y el 14 hicieron frente a un vendaval que destrozó buena parte de las instalaciones de cubierta y provocó rolidos de hasta 40 grados poniendo al buque en serio peligro. Un fuerte ruido precedió a la caída del palo mayor y el trinquete, que debieron ser hachados y arrojados al mar. El 22 de noviembre llegaron a Puerto Santa Cruz y desde Río Gallegos telegrafiaron la buena nueva:

Río Gallegos, noviembre 22, a las 9 p.m.-Ministro de Marina. Tengo la satisfacción de comunicarle que en este momento fondea en Santa Cruz la corbeta argentina Uruguay, habiendo encontrado en la isla Seymour los miembros de la expedición Antartic, en las tierras de Luis Felipe, al Dr. Nordenskjöld, Alférez Sobral y demás tripulación del buque sueco, que trae a su bordo. Saludo a V.E.-Jefe 24 distrito.

La nave llegó a Buenos Aires el 2 de diciembre de 1903, siendo recibida por 100 000 personas y un centenar de barcos que hacían sonar sus sirenas y bocinas en su honor.